# 五間厝 (嘉義縣)
五間厝，是臺灣嘉義縣義竹鄉的一個傳統地域名稱，位於該鄉最東端凸出部分。相較於今日行政區，其範圍大致包括五厝村、中平村，以及因八掌溪河道變遷而劃出縣境的臺南市後壁區新嘉里西南端。

## 歷史
台灣日治初期，五間厝地區為一街庄，稱為「五間厝庄」，隸屬於白鬚公潭堡。該庄北與下潭庄為鄰，東邊至南邊隔八掌溪與白沙墩庄、溪洲藔庄、岸內庄為界，西邊為角帶圍庄、東後藔庄。
1901年（日治明治三十四年）11月，全台廢縣廳改設二十廳，該庄隸屬於鹽水港廳。1903年（明治三十六年）6月，該庄編入「頂潭區」，隸屬於鹽水港廳。1909年（明治四十二年）10月，合併二十廳為十二廳，頂潭區改隸屬於嘉義廳。1920年（大正九年），全台地方制度大改正，廢十二廳改設五州二廳，該庄改制為「五間厝」大字，隸屬於臺南州東石郡義竹庄。
戰後義竹庄改制為義竹鄉，隸屬於臺南縣，大字亦改制為村。1950年10月，雲、嘉、南分治，義竹鄉改隸屬嘉義縣。

## 聚落
本地區發展較早的聚落為下庄（五間厝）、崙仔、中庄、頂庄（已消失）、七塊厝、田尾、潭底，在日治期初期的官方地圖上已有記載。

## 交通
縣道163號是嘉義市市區至嘉義縣布袋鎮好美里的道路，經過本地區塊厝、下庄等聚落。由該道路東北行可前往鹿草鄉、水上鄉、嘉義市西區，並止於縣道159號路口；西南行可前往義竹鄉義竹市區、布袋鎮，並止於好美里。
縣道嘉32線是五間厝至中庄的道路。

## 學校
- 信義國小（已廢校）